# Zenophleps rosa
Zenophleps rosa là một loài bướm đêm trong họ Geometridae.